# Гвідаке
Гвідаке (груз. გვიდაქე) — село в Грузії.
За даними перепису населення 2014 року в селі проживає 17 осіб.